# Burunduk
Der Burunduk (Tamias sibiricus (Laxmann, 1769)), auch Gestreiftes Backenhörnchen, Sibirisches Streifenhörnchen oder Asiatisches Streifenhörnchen genannt, ist ein waldbewohnendes Nagetier aus der Familie der Hörnchen (Sciuridae). In Asien und Europa vorkommend ist der Burunduk die einzige Art der Gattung Streifenhörnchen (Tamias) außerhalb Nordamerikas.

## Kennzeichen

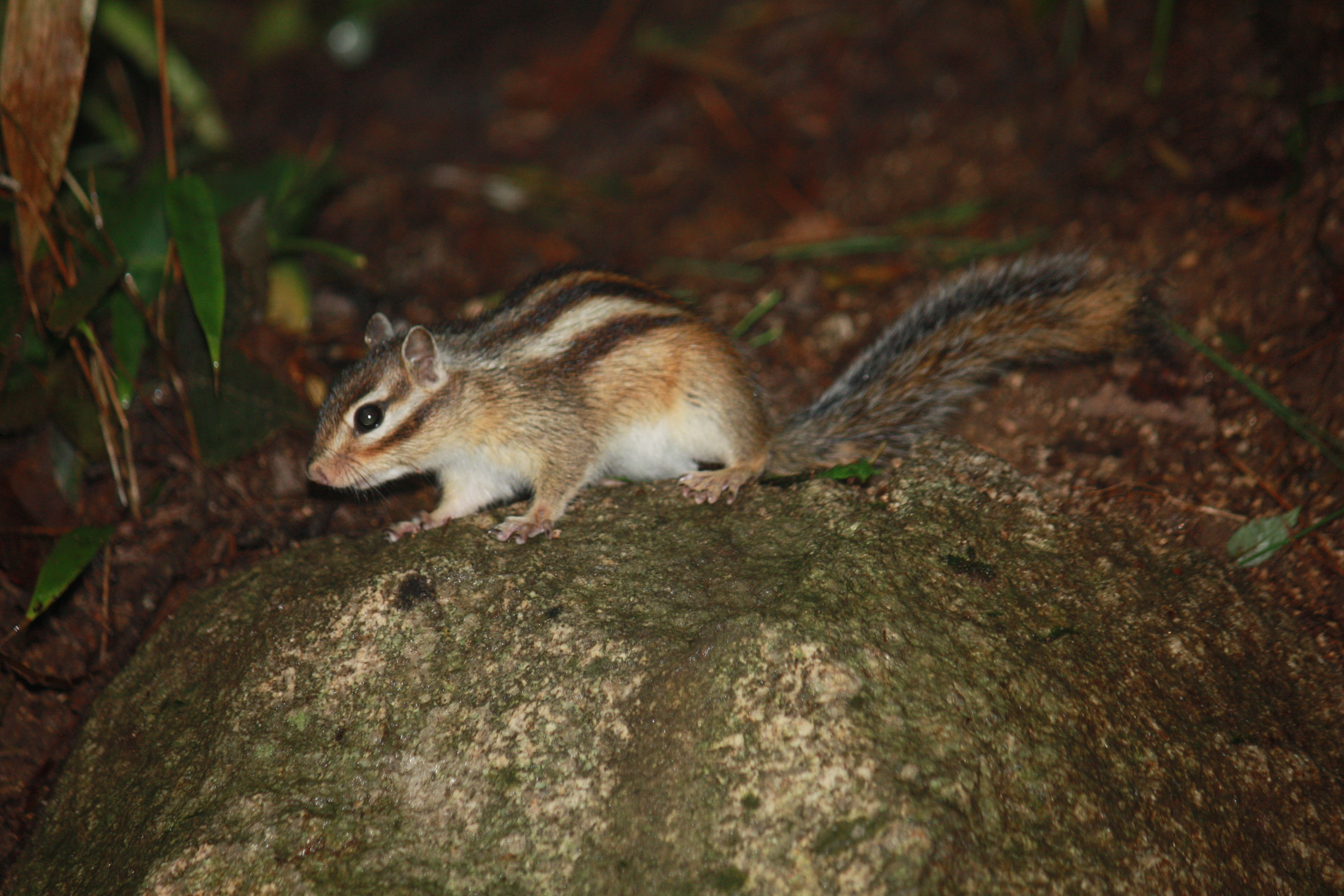
Der buschige Schwanz erreicht fast die Länge des Körpers

Der Burunduk wird bis zu 125 g schwer, bei einer Kopf-Rumpf-Länge von 13 bis 17 cm und einer Schwanzlänge von 8 bis 11 cm. Sein Fell ist rau, kurzhaarig und braun, der Rücken längsgestreift mit fünf schwarzbraunen und vier hellen breiten Streifen. Die Flanken sind heller braun; die Unterseite ist hell. Schmale dunkle Streifen finden sich auch am Kopf in der Augengegend sowie am Schwanz. Das Fell wird zweimal im Jahr gewechselt, im Frühjahr und im Herbst.
Regional variieren kann unter anderem die Grundfarbe (grau-, gelb- oder rotbraun) und die Farbe der Unterseite (weiß, beige oder rötlich), die Intensität der Färbung, die Breite der Streifen und die Trennschärfe von Streifen und Grundfarbe (von sehr stark abgesetzt bis hin zu ineinander übergehend).
Kopf und Körper des Burunduks haben ein typisches Nagetieraussehen mit kurzen Beinen und zum Greifen befähigten Pfoten. Die Ohren sind klein und rund; der Schwanz wird waagerecht getragen.
Die Pfoten des Burunduks zeigen deutliche Anpassungen an das Baumleben. Die polsterartigen Zehen- und Fußballen sind stark ausgeprägt, die Krallen kurz, aber stark gekrümmt und scharf.

## Verbreitung

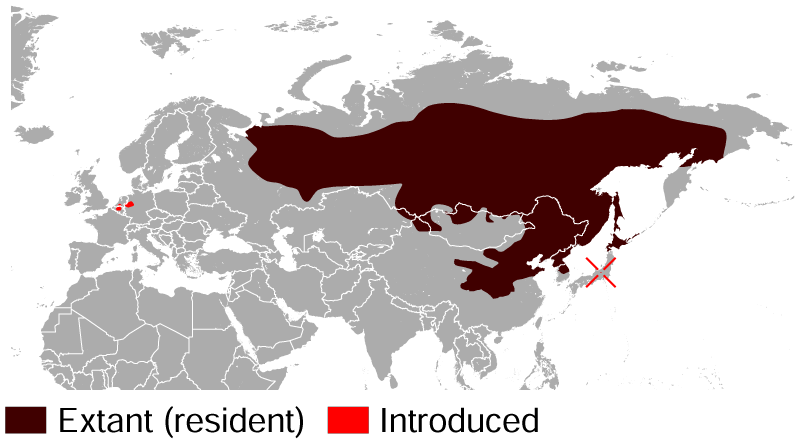
Verbreitungsgebiet

Derzeit ist der Burunduk in den gesamten nördlichen Nadelwaldgebieten Eurasiens von der Beringstraße bis Finnland zu Hause; außerdem in den südlicher gelegenen Laub- und Mischwäldern Nordjapans, Koreas und der Mandschurei. 
Noch vor 200 Jahren war der Burunduk nur in Asien zu Hause. Um 1850 überwand er den Ural, breitete sich langsam nach Westen aus, überschritt im 20. Jahrhundert die Wolga und wurde in den 1960er-Jahren aus Finnland gemeldet.
Da dem Burunduk als einziger eurasischer Streifchenhörnchenart 24 Arten in Nordamerika gegenüberstehen, ist davon auszugehen, dass die Gattung der Streifenhörnchen sich in Nordamerika entwickelte und der Burunduk sich von Arten in Westalaska abspaltete. Wann der Burunduk (bzw. sein Vorläufer) die Beringstraße überquerte, ob während der Eiszeit über die Landbrücke oder später (treibend auf ins Meer gespülten Bäumen oder Sträuchern oder als Blinder Passagier in Booten der Eskimos), ist nicht bekannt. Denkbar ist jedoch, dass die Überquerung des Urals nur Teil einer allgemeinen, schon lange anhaltenden Westwärtsbewegung ist, und dass der Burunduk sich, wie schon in Ostasien, auch in Europa langsam südwärts ausbreiten wird. Die großen Unterschiede in der Mindestlänge seiner Winterruhe (siehe unten) weisen darauf hin, dass er die genetische Variabilität hat, sich langfristig südlicheren Klimaten anzupassen.

### Burunduks als Neozoen in Mitteleuropa

Burunduk in Ingolstadt

Auch in Mitteleuropa finden sich Burundukpopulationen, die jedoch nicht von zugewanderten, sondern von entlaufenen oder freigelassenen Tieren abstammen. Die meisten Populationen sind recht klein und weisen meist eine begrenzte Lebensdauer auf (einige Jahrzehnte). Fast immer leben die Tiere in Parks, Friedhöfen, Tierparks oder städtischen Waldgebieten. Hinweise auf dauerhafte, sich selbst erhaltende und selbständig weiter ausbreitende Populationen liegen nur wenige vor, keiner davon aus Deutschland. Der ökologische Einfluss auf heimische Arten ist gering. Neben verstreuten Hinweisen in Blogs und Foren sind die folgenden Bestände besser dokumentiert:
- Freiburg im Breisgau: Über mindestens 30 Jahre existierte eine Population auf dem Freiburger Hauptfriedhof.[2] Der Bestand wurde 1976 auf ca. 120 bis 150 Tiere, 1995 noch auf ca. 70 Tiere geschätzt, die Dichte in den günstigsten Lebensräumen auf ca. 6,5 Tiere pro Hektar. Hauptnahrung waren Ahorn- und Lindensamen. Die Population ist um 2001 erloschen.[3] Als Ursache des Zusammenbruchs auf dem 24 Hektar großen, von Mauern und Straßen begrenzten Areal wurde schon bald Inzucht innerhalb der Nachkommen eines einzigen Gründerpaares angenommen.

- Münster (Westfalen): Waldfriedhof Lauheide. Seit 1973/74, Ende der 1970er Jahre ca. 200 Tiere.[4] Neben Erdbauten Nester mit Jungen, zweimal auch in Vogelnistkästen. Heute wieder verschwunden.

- Aschaffenburg: Park Schöntal. Ca. 70 bis 90 Exemplare, keinerlei Ausbreitungstendenz.[5]

- Brüssel: Im Brüsseler Stadtwald (Foret de Soignes). Seit den 1970er Jahren, ca. 2000 Individuen.[6]

- Genf: Eingebürgert in verschiedenen Stadtparks.[7]

- Belluno: In Wäldern entlang des Flusses Piave und angrenzender Kulturlandschaft auf ca. 5 bis 6 Kilometer Länge, seit ca. 1970.[8] Beobachtungen aus zwei weiteren Städten (Verona, Rom) mit kleineren Populationen liegen vor.[9]

Hinweise auf weitere Fundorte wildlebender Tiere in Remagen und Essen-Bredeney betreffen Zoos und Tierparks.
Der Burunduk ist 2016 in die „Liste der unerwünschten Spezies“ für die Europäische Union aufgenommen worden.

## Lebensraum und Lebensweise
Anders als ihre nahen Verwandten, die steppenbewohnenden Ziesel, leben Burunduke vorwiegend in unterholzreichen Nadel- und Mischwäldern sowie in Gebüschen an Wald- und Feldrändern und in Flusstälern.
Sie sind zwar gewandt und gute Kletterer, die auch an senkrechten Baumstämmen auf und ab laufen können, halten sich jedoch im Gegensatz zu den vorwiegend auf Bäumen lebenden Eichhörnchen einen großen Teil der Zeit am Boden auf. Hier legen sie Erdhöhlen an, deren Einfahrt je nach Bodenbeschaffenheit bis in eineinhalb Meter Tiefe führen kann. Der eigentliche Bau ist ein bis zweieinhalb Meter lang und besteht aus der Nestkammer und mehreren Vorratskammern sowie Blindgängen für den Unrat. In letzteren werden sämtliche Ausscheidungen und Nahrungsabfälle gelagert, während die Nestkammer peinlich sauber gehalten wird.
Burunduke leben in lockeren Kolonien, innerhalb dieser jedoch als Einzelgänger; jedes Tier hat sein eigenes Territorium, das es gegenüber den anderen Tieren verteidigt. Auch gegenüber anderen Nagetierarten ihrer Größenklasse können sie bissig werden. Die Territorien sind 700 bis 4000 m² groß, wobei Weibchen größere Gebiete als Männchen beanspruchen. Die Reviergrenzen werden mit körpereigenen Duftstoffen und mit Urintropfen markiert.

## Sonstiges Verhalten und Ernährung
Burunduke sind lebhafte und, soweit es sich nicht um Artgenossen oder andere Nager handelt, auch zutrauliche Tiere, die sich nahe an Menschen heranwagen und, wie auch Eichhörnchen, so vertraut werden können, dass sie Nahrung aus der Hand nehmen.
Sie sind tagaktiv und verfügen über entsprechend gut entwickelte Augen, die auch zum Farbsehen befähigt sind.
Sie treiben ausgiebig Körperpflege und nehmen gerne Sandbäder; dabei reiben sie sich durch Schlängelbewegungen Sand ins Fell, den sie anschließend wieder herausschütteln.
Burunduke sind Allesfresser. Sie ernähren sich hauptsächlich von Samen, Beeren, Nüssen und Insekten, selten erbeuten sie auch Amphibien und Reptilien oder greifen sich nesthockende Jungvögel. Sie essen auf den Hinterbeinen sitzend, die Nahrung wird dabei mit den Vorderpfoten gehalten.

## Winterruhe
Burunduke halten eine Winterruhe, die im Norden (also dem größten Teil) ihres Verbreitungsgebietes fünf bis sechs Monate, von Oktober bis April, dauern kann. In unseren Breiten dauert sie kürzer, von November bis März. Sie wird nur an wärmeren Tagen für kurze Zeit zur Nahrungsaufnahme unterbrochen.
Als Wintervorräte werden Samen, Knospen, Eicheln, Blätter und trockene Pilze gesammelt und getrennt nach Futterart in den Vorratskammern verstaut. Gesammelt werden im Durchschnitt bis zu zwei Kilogramm an Vorräten, zuweilen bis zu sechs Kilogramm. Das Sammelverhalten verstärkt sich im Spätsommer und Herbst; in dieser Zeit kann auch ihre Bissigkeit gegenüber den Artgenossen zunehmen. Burunduke in menschlicher Obhut vergraben oft Vorräte in den Töpfen der Zimmerpflanzen; ob dieses der Vorratshaltung der Eichhörnchen entsprechende Verhalten auch in freier Natur vorkommt, ist nicht bekannt.
Bei Burunduken in Gefangenschaft wird eine sehr unterschiedlich ausgeprägte Winterruhe beobachtet, wenn sie in geheizten Räumen gehalten werden. Bei einigen Tieren unterscheidet sich Länge und Tiefe der Winterruhe nicht von denen, die im Freien gehalten werden, bei anderen kann sie viel kürzer sein, bei dritten viel weniger ausgeprägt, so dass die Tiere täglich zum Vorschein kommen. Daraus kann geschlossen werden, dass die Winterruhe der Burunduke sowohl inneren wie äußeren Einflüssen unterworfen ist: Die Gene oder die Charakterausprägung geben eine Mindestdauer und -intensität vor, von der Witterung hängt ab, ob die Winterruhe darüber hinaus verlängert und/oder vertieft wird.

## Fortpflanzung
Mit dem Ende der Winterruhe beginnt die Paarungszeit. Die Paarung findet je nach Temperaturen und Erwachen aus dem Winterschlaf beginnend ab März statt. Unmittelbar nach der Paarung trennen sich Männchen und Weibchen und gehen wieder zum Einzelgängerdasein über. Bei einer Tragezeit von 30 Tagen (29–31 Tage) werden ab April bis Anfang Juni die Jungen geboren, meist um die vier, in Einzelfällen bis zu zehn. Die Jungen werden vier Wochen gesäugt und haben mit ca. 90 Tagen als „subadulte“ Tiere schon ihre volle Größe erreicht. Im Lauf des Juli schließlich trennt sich die Familie. (In den südlicheren Teilen des Verbreitungsgebietes können die Daten für die Paarung und entsprechend für die folgende Jungenaufzucht früher sein.)
Mit elf Monaten, zur folgenden Paarungssaison, sind die Jungen geschlechtsreif. Ihre Lebensdauer kann sechs bis sieben Jahre betragen, die durchschnittliche Lebenserwartung ist in freier Natur aber erheblich kürzer: Zu den natürlichen Feinden zählen so gut wie alle Beutegreifer im Verbreitungsgebiet – Marder und Wiesel, Füchse und Wölfe, Waldkatzen und Luchse, Braunbären sowie Greifvögel, vor allem der Mäusebussard, dessen Nahrung in Sibirien im Sommer bis zu einem Drittel aus Burunduken besteht.

## Systematik

### Externe Systematik
Der Burunduk (Tamias sibiricus) ist ein Vertreter der Gattung Streifenhörnchen (Tamias). Diese wird innerhalb der Ordnung der Nagetiere (Rodentia) zur Unterordnung der Hörnchenverwandten (Sciuromorpha) gezählt, einer von fünf Unterordnungen neben den Biberverwandten (Castorimorpha), Mäuseverwandten (Myomorpha), Dornschwanzhörnchenverwandten (Anomaluromorpha) und Stachelschweinverwandten (Hystricomorpha). Innerhalb der Hörnchenverwandten wird die Gattung Streifenhörnchen bei der Familie Hörnchen (Sciuridae) eingeordnet und hier bei der Unterfamilie Erdhörnchen (Xerinae).
Die Gattung Streifenhörnchen wird mit fünf anderen Erdhörnchengattungen zur Gattungsgruppe Echte Erdhörnchen (Marmotini) zusammengefasst. Von dieser Gattungsgruppe seien hier die auch im deutschsprachigen Raum vertretenen Gattungen erwähnt: als steppenbewohnendes Gegenstück zu den Streifenhörnchen die Ziesel und als bekanntestes Mitglied der Gattungsgruppe die Murmeltiere.
Die Gattung Streifenhörnchen wird in drei Untergattungen mit 25 Arten aufgeteilt. Die Untergattung Altweltliche Streifenhörnchen (Eutamias) findet sich nur in Eurasien, der Burunduk ist die einzige in ihr vertretene Art.

### Artenname
Die zur Zeit verbindliche wissenschaftliche Artbezeichnung für den Burunduk ist Tamias sibiricus (Laxmann, 1769), bei Einfügung der Untergattung auch Tamias (Eutamias) sibiricus (Laxmann, 1769). Eine Zeitlang wurde der Burunduk in eine eigene Gattung Streifenhörnchen, Eutamias, neben die nordamerikanischen Chipmunks, Tamias, gestellt, so findet sich in älteren Werken der wissenschaftliche Name Eutamias sibiricus (Laxmann, 1769). Des Weiteren ist auch die Bezeichnung Eutamias asiaticus Gmelin, 1788 zu finden; sie geht auf eine spätere Erstbeschreibung durch Johann Friedrich Gmelin zurück. Nachdem erkannt worden war, dass beide Erstbeschreibungen dieselbe Art behandeln, wurde der ältere Artname der alleingültige.
Von den deutschen Artnamen ist 'Burunduk' der bei Zoologen gebräuchlichste. Die Bezeichnungen 'Sibirisches Streifenhörnchen' und 'Asiatisches Streifenhörnchen' sind eher im Zoofachhandel zu finden; 'Gestreiftes Backenhörnchen' findet sich nur in älteren Werken.
Für weitere Synonyme siehe den Abschnitt Synonyme der wissenschaftlichen Namen.

### Interne Systematik
Während der Artstatus, der Artname Tamias sibiricus und die systematische Einordnung des Burunduks wissenschaftlich allgemein akzeptiert sind, gilt dies für die Unterarten nicht. Die einstige starke Untergliederung, oft nur anhand geringfügiger Unterschiede einzelner Exemplare, scheint jedoch aufgegeben worden zu sein.
Vorsichtig können drei Unterarten als bedingt angenommen genannt werden:
- Tamias sibiricus barberi (Johnson & Jones, 1955), in Korea vorkommend,
- Tamias sibiricus lineatus (Siebold, 1824), auf den dem Kontinent vorgelagerten Inseln Sachalin, südliche Kurilen und Hokkaido,
- Tamias sibiricus sibiricus (Laxmann, 1769), die Nominatform, im restlichen eurasischen Verbreitungsgebiet.

Sehr vorsichtig kann noch als vierte Unterart genannt werden:
- Tamias sibiricus albogularis (Allen, 1909), in Zentralchina vorkommend.[14]

Sehr häufig zu finden sind auch Nennungen von Tamias sibiricus asiaticus (Gmelin, 1788), teilweise zusammen mit der Populärbezeichnung Koreanisches oder (seltener) Mandschurisches Streifenhörnchen; hierbei scheint es sich jedoch um eine Labor-Zuchtlinie zu handeln.
(Für weitere Synonyme siehe den Abschnitt Synonyme der wissenschaftlichen Namen.)

## Burunduke in Gefangenschaft
Burunduke werden inzwischen auch als Heimtiere gehalten. Die Haltung ist jedoch wegen des Territorialverhaltens der Tiere nicht unproblematisch. Streifenhörnchen sind kolonienbewohnende Einzelgänger. Innerhalb dieser Kolonie besetzt jedoch jedes Tier sein eigenes bis zu mehrere hundert m² großes Territorium (Kerngebiet), das es auch gegen Eindringlinge verteidigt. Lediglich zu Paarungszeit sind Streifenhörnchen untereinander verträglich – und dies auch nur für die wenigen Tage, in denen das Weibchen paarungsbereit ist. Bereits unmittelbar nach einer Paarung vertreiben die meisten Weibchen das Männchen wieder aus ihrem Gebiet. Wenn dem Männchen unter den Bedingungen der Käfighaltung keine Flucht möglich ist, endet dies mitunter in schweren Beißereien, dies sogar bis zum Totbeißen i. d. R. des weniger aggressiven Männchens führen können. Selbst ein mehrere m² großer Käfig reicht nicht aus, um das Territorialbedürfnis zweier Tiere zu befriedigen und die mitunter tödlich endenden Auseinandersetzungen zu verhindern. Die gelegentlich berichtete problemlose gemeinsame Haltung eines verträglichen Paares oder zweier (männlicher) Wurfgeschwister sind Ausnahmen. Grundsätzlich sind daher Streifenhörnchen in Gefangenschaft – unbeschadet etwaiger gesetzlicher Regelungen – einzeln zu halten. Möglich ist jedoch die Haltung eines Paares in getrennten Volieren, die dann zur Paarungszeit verbunden werden können. Für die Haltung eines Tieres sollte der Käfig eine Größe von 100 cm × 60 cm × 100 cm nicht unterschreiten; wichtiger als die Höhe des Käfigs ist die Grundfläche, die möglichst langgezogen sein sollte, um dem Fortbewegungsverhalten der Tiere als Bodenhörnchen (mehrere „Hoppelsprünge“) gerecht zu werden. Diese Maße sind jedoch nur bei täglichem freien Auslauf ausreichend. Ergänzend kann auch ein ausreichend groß dimensioniertes Laufrad zur Befriedigung des Laufbedürfnisses zur Verfügung gestellt werden sowie ausreichend Klettermöglichkeiten, Sitzbrettchen in verschiedenen Höhen und mehreren Nistkästen. Als Bodengrund eignet sich Sand, in dem die Tiere sehr gerne ein Sandbad nehmen. Für die Paarhaltung ist ein doppelt so großer Käfig notwendig, der in zwei Hälften unterteilbar sein sollte, da eine (auch zeitweilige) Unverträglichkeit der Burunduke zu heftigen Kämpfen mit schweren Verletzungen bis hin zum Tod führen kann.
EU-Normen empfehlen für die Haltung eines Paares einen Käfig von mindestens 2 m² Grundfläche bei 2 m Höhe; Österreich hat diese Empfehlung schon in nationales Recht umgesetzt und schreibt diese Maße als Mindestmaße gesetzlich vor (Bundesgesetzblatt der Republik Österreich, 486. Verordnung, 2. Tierhaltungsverordnung). Diese Empfehlung zur Paarhaltung kann jedoch fachlich nicht nachvollzogen werden. Streifenhörnchen sind keine reinen Pflanzenfresser, sondern brauchen neben einer Mischung aus verschiedenen Sämereien (nicht nur Sonnenblumenkerne – zu viel Phosphor, zu wenig Calcium), Eicheln und Nüssen auch ab und zu tierisches Eiweiß, zum Beispiel in Form von Mehlkäferlarven, gekochtem Ei etc.
Als Haustiere sind Burunduke in den Farbschlägen 'Natur' (gelbbraun), 'Grau' (graubraun) und 'Zimtfarben' (rotbraun) sowie als Albinos ('Weiß'; mit hellgrauer Streifung) zu finden. Bei letzteren liegt meist Leuzismus vor, seltener Albinismus, jeweils einschließlich der mit diesen Mutationen zusammenhängenden weiteren Schäden. Diese Erscheinungsformen dürften auf die bei der eher kleinen Zuchtbasis nicht zu vermeidenden Inzuchtmutationen zurückzuführen sein. Weitere Domestikationserscheinungen sind bislang noch nicht beschrieben worden; auffällige Tiere werden in der Regel nicht zur Weiterzucht verwendet.

## Anhang: Synonyme der wissenschaftlichen Namen

### Artnamen
Tamias asiaticus (Gmelin, 1788)

Tamias intercessor

Tamias jacutensis

Tamias okadae

Tamias ordinalis

Tamias orientalis Bonhote

Tamias pallasi (Baird)

Tamias senescens (Miller, 1898)

Tamias sibiricus (Laxmann, 1769)

Tamias striatus Pallas

Tamias uthensis

Tamias umbrosus
Eutamias albogularis J.Allen, 1909

Eutamias asiaticus (Gmelin, 1788)

Eutamias ordinalis

Eutamias senescens Miller, 1898

Eutamias sibericus

Eutamias sibiricus (Laxmann, 1769)
Myoxus lineatus
Sciurus asiaticus Gmelin, 1788

Sciurus sibiricus Laxmann, 1769

Sciurus striatus asiaticus

Sciurus utheesis (Tippfehler?)

### Unterartennamen
Tamias sibiricus albogularis (Allen, 1909)

Tamias sibiricus asiaticus (Gmelin, 1788)

Tamias sibiricus barberi (Johnson & Jones, 1955)

Tamias sibiricus jacutensis (Ognev, 1935)

Tamias sibiricus intercessor

Tamias sibiricus lineatus (Siebold, 1824)

Tamias sibiricus ordinalis

Tamias sibiricus orientalis (Bonhote, 1899)

Tamias sibiricus senescens

Tamias sibiricus sibiricus (Laxmann, 1769)

Tamias sibiricus uthensis
Eutamias asiaticus albogularis (Allen, 1909)

Eutamias asiaticus altaicus

Eutamias asiaticus lineatus (Siebold)

Eutamias asiaticus okadae Kuroda

Eutamias asiaticus ordinalis Thomas, 1908

Eutamias asiaticus orientalis (Bonhote, 1899)

Eutamias asiaticus uthenesis

Eutamias senescens intercessor Thomas, 1908

Eutamias sibiricus albogularis J.A.Allen.陈服官等, 1980

Eutamias sibiricus altaicus Hollister

Eutamias sibiricus barberi Johnson & Jones, 1955

Eutamias sibiricus jacutensis

Eutamias sibiricus lineatus

Eutamias sibiricus ordinalis Hllen G.M., 1940

Eutamias sibiricus ordinalis 王延正, 1990

Eutamias sibiricus orientalis

Eutamias sibiricus pallasi

Eutamias sibiricus senescens

Eutamias sibiricus striatus

Eutamias sibiricus sibiricus (Laxmann, 1769)